# Balsam Lake
Pour les articles homonymes, voir Balsam.
Le village de Balsam Lake est le siège du comté de Polk, dans le Wisconsin, aux États-Unis.